# Propanoplosaurus
Propanoplosaurus é um género de dinossauro nodosauridae herbívoro do Cretáceo Inferior da Formação Patuxent de Maryland e seu tipo de espécime é de um filhote. Foi uma espécie de anquilossauro que teria vivido há cerca de 110 milhões de anos.
A partir de 1994, Ray Stanford descobriu uma ichnofauna em Maryland, perto da fronteira com Washington DC. Junto com pegadas de dinossauros as impressões de um nodosaurídeo recém-nascido foram encontradas.
O espécie-tipo Propanoplosaurus marylandicus foi nomeado e descrito por Stanford, David B. Weishampel e Valerie DeLeon em 2011. O nome específico refere-se a Maryland.
O holótipo, USNM 540686, foi encontrado na Formação Patuxent, datando do final do aptiano. Consiste em impressões da parte de trás da cabeça, junto com um conjunto da caixa torácica, algumas vértebras, o membro direito, o fêmur direito e um pé direito. O animal é mostrado em sua parte traseira. Os autores rejeitaram a possibilidade do espécime representar um pseudofossil ou um embrião. O espécime é o primeiro esqueleto nodosaurídeo da costa leste, anteriormente eram conhecidos apenas os dentes do nodosaurídeo nomeado como Priconodon, é o primeiro dinossauro recém-nascido encontrado naquela região.
O espécime tem um comprimento preservado de treze centímetros. O comprimento total do indivíduo foi estimado entre 24 e 28 centímetros. Apenas o crânio mostra osteodermas e os autores sugerem que era uma fase de desenvolvimento comum de todos os nodosaurídeos.